# Aulum-Haderup Kommune
Aulum-Haderup Kommune i Ringkøbing Amt blev dannet ved kommunalreformen i 1970. Ved strukturreformen i 2007 blev den indlemmet i Herning Kommune sammen med Trehøje Kommune og Aaskov Kommune.

## Tidligere kommuner
Aulum-Haderup Kommune blev dannet ved sammenlægning af 3 sognekommuner:
| Kommune        | Folketal 1. januar 1970 | Byer                |
| -------------- | ----------------------- | ------------------- |
| Aulum-Hodsager | 3.657                   | Aulum og Hodsager   |
| Grove          | 1.953                   |                     |
| Haderup        | 1.911                   | Feldborg og Haderup |
| I alt          | 7.521                   |                     |

Aulum-Haderup Kommune afgav dog 2 ejerlav og dele af et tredje i Grove Sogn til Karup Kommune.

## Sogne
Aulum-Haderup Kommune bestod af følgende sogne, alle fra Ginding Herred undtagen Aulum Sogn, der var fra Hammerum Herred:
- Aulum Sogn
- Grove Sogn
- Haderup Sogn
- Hodsager Sogn

## Borgmestre[3]
| Navn                | Parti   | Periode   |
| ------------------- | ------- | --------- |
| Johannes Danielsen  | Venstre | 1970-1982 |
| Egert H. Pedersen   | Venstre | 1982-2002 |
| Christen Dam Larsen | Venstre | 2002-2006 |

## Rådhus
Aulum-Haderup Kommunes rådhus på Markedspladsen 1 i Aulum blev bygget sammen med et kulturhus. Nu står der "Biblioteket" på portalen, og i november 2015 blev den gamle jernbanestation indviet som byens nye forenings- og kulturhus.